# Augathella
Augathella (395 habitants) est une localité située dans le sud du Queensland à 748 km par la route à l'ouest de Brisbane. Elle est située sur la Matilda Highway et la Warrego River.

## Référence
- Statistiques sur Augathella